# Поликарп (Ставропулос)
В Википедии есть статьи о других священнослужителях, известных по имени Поликарп
Митрополи́т Полика́рп (греч. Μητροπολίτης Πολύκαρπος, в миру Панайо́тис Ставро́пулос, греч. Παναγιώτης Σταυρόπουλος; род. 15 октября 1963, Навпакт) — архиерей Константинопольской православной церкви; митрополит Италийский (с 2021).

## Биография
В 1986 году окончил богословский институт Афинского университета. В 1986—1988 годы проходил службу в армии. В 1988—1990 годы — аспирант Папского Восточного института в Риме.
15 января 1990 года рукоположен во диакона митрополитом Халкидонским Варфоломеем (Арходонисом), а на следующий день — во пресвитера митрополитом Навпактским Александром (Пападопулосом) с назначением священником Георгиевского храма в Венеции и настоятелем древнего Братства Святого Николая.
С 1992 по 2007 год — протосинкелл Итальянской митрополии Константинопольского Патриархата.
Одновременно служил настоятелем этого же прихода в Падуе (1990—2007), Ферраре (1990—1999), Парме (1994—1999) и Перуджи (1992—2003). Служил в качестве Настоятеля Монастыря преподобного Иоанна Крестителя в Калабрии (1994—1997) и в храме святого Георгия Благородного в Венеции у греческих Монахинь (1992—2007).
В 1998 году он вступил в должность «Архимандрита Вселенского Престола». Представлял Константинопольский Патриархат и Архиепископа Италии во многих миссиях, совещаниях и конференциях.
30 апреля 2007 года по предложению Патриарха Варфоломея решением Священного Синода избран правящим епископом епископом Митрополии Испании и Португалии.
6 мая 2007 года в Патриаршей церкви святого Георгия на Фанаре был рукоположён во епископа Испанского и Португальского с возведением в достоинство митрополита. Хиротонию возглавил Патриарх Варфоломей.
16 июня того же года в кафедральном соборе святых Андрея и Димитрия в Мадриде состоялась его интронизация.
В течение трёх лет своей пастырской работы, он основал девятнадцать новых приходов в Барселоне и Лас-Пальмас-де-Гран-Канария, 7 (семь) новых приходских приходов центральной Испании, и увеличилось число священнослужителей до 18 (восемнадцати). На 2012 год насчитывалось уже 29 священников.
16 октября 2020 года в связи с кончиной митрополита Италийского Геннадия (Зервоса), назначен временным управляющим Итальянской митрополией. 14 января 2021 решение Священного синода избран митрополитом Италийским.